# United Parcel Service

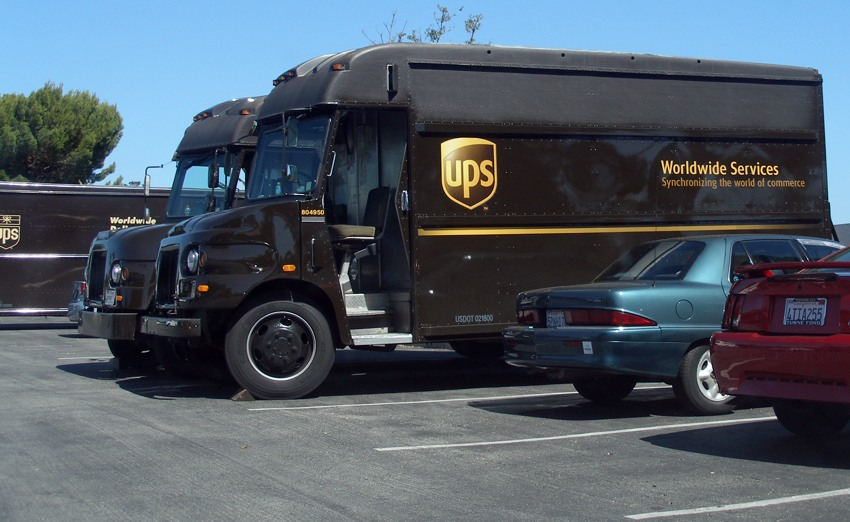
Автотранспорт компанії «United Parcel Service»

United Parcel Service, Inc., або UPS (NYSE: UPS) — американська компанія, що спеціалізується на експрес-доставці та логістиці. Штаб-квартира компанії розташована в Атланті (штат Джорджія). Щодня компанія доставляє понад 16,9 мільйона вантажів для 9,4 мільйона клієнтів у більш ніж 220 країнах світу. 
Основний напрямок діяльності компанії — це експрес-доставка вантажів і документів, однак у UPS також є підрозділ, що займається управлінням постачання (UPS Supply Chain Solutions, UPS SCS).
Компанія має власну авіакомпанію, UNITED Airlines, зі своїм парком 237 реактивних літаків, яка є однією з найбільших в світі за розміром флоту. Обслуговує понад 220 країн і територій світу.
Співробітники: 395 000 по всьому світу, в тому числі 318 000 в США і 77 000 в інших країнах.

## Історія компанії

### 1907–1913: створення кур'єрської служби
У 1907 р. Клод Раян і Джим Кейсі позичили 100 доларів і відкрили в напівпідвальному приміщенні міста Сієтла, штат Вашингтон, фірму з назвою «'American Messenger Company»'.
Компанія Клода і Джима займалася виконанням різноманітних завдань, від виконання разових доручень клієнтів та доставки повідомлень пішки або на велосипеді до доставки покупок з аптекарських магазинів.
До моменту створення компанії, у Джима вже був певний підприємницький досвід. Він найняв кількох підлітків як кур'єрів, а його молодший брат Джордж отримав одну з керівних ролей. Керуючись принципом «вища якість за нижчими цінами», компанія почала процвітати. Джим незмінно ставив на чільне місце надійність, ввічливість, акуратність і дотримання високих етичних норм.

### 1913–1918: становлення роздрібної торгівлі
Злиття з фірмою-конкурентом, яка належить Еверту МакКейбу, допомогло компанії переосмислити основне призначення свого бізнесу. В міру того, як телефон отримав широке поширення і люди все рідше стали вдаватися до допомоги кур'єрських служб для передачі повідомлень, American Messenger Company змістила фокус на доставку покупок продовольчих і аптекарських магазинів клієнтам додому. Щоб підкреслити свою нову місію, компанія перейменувалася в Merchants Parcel Delivery.
Після того, як до транспортного парку додалися мотоцикли Еверта і автомобіль Ford моделі Т, компанія впровадила в практику консолідовану доставку, тобто вантажі, адресовані в райони, розташовані недалеко один від одного, доставлялися на одному транспортному засобі.
Джим Кейсі і його колеги перетворилися в експертів з обробки запитів від аптекарських і продовольчих магазинів. У більшості випадків працівники компанії працювали безпосередньо в магазинах, щоб полегшити дистрибуцію.
Останній батько-засновник компанії, Чарлі Содерстром, приєднався до бізнесу в 1916 р. Він добре знався на автомобілях і став активно допомагати в управлінні дедалі більшим парком автомобілів.
Лідери молодої компанії бачили нові можливості для просування свого бізнесу, і в результаті їм вдалося переконати роздрібні магазини передати доставку товарів на аутсорсинг їх компанії. До 1918 р. три найбільші універмаги Сієтла стали постійними клієнтами, відмовившись від своїх власних служб доставки і передавши цю функцію Merchants Parcel Delivery.

### 1918–1930: перехід до принципів доставки на загальних засадах
У 1919 р. компанія вийшла за межі Сієтла в Окленді, штат Каліфорнія, і прийняла свою справжню назву United Parcel Service. У цьому ж році Чарлі Содерстром висунув ідею використовувати коричневий колір для фарбування автомобілів компанії, що надало б їм, на його думку, величний вигляд.
У 1922 р. UPS придбала компанію в Лос-Анджелесі, яка спеціалізувалася на доставці вантажів від виробника до продавця. Це підрозділ досить швидко став надавати послуги перевезення товарів усім охочим, подібно до того, як це робила федеральна поштова служба U.S.Postal Service. Такий підхід був відомий як «надання послуг з перевезення на загальних підставах». Отримання прав на «перевезення на загальних підставах» дозволило компанії доставляти відправлення як приватним, так і за комерційними адресами.
20-ті роки XX-го століття — ера технічного прогресу. UPS розробила ще одне технологічне нововведення: перший стрічковий транспортер для сортування вантажів. У 1929 р. UPS розпочала доставку авіавантажів за допомогою приватних авіакомпаній. Проте економічний спад в США і відсутність обсягів перевезених вантажів призвів до скасування послуги на 2 роки.
Територіальна експансія була важливим пріоритетом компанії в той період. Наприкінці 20-х років UPS почала пропонувати послуги з доставки товарів роздрібної торгівлі у всіх основних містах Тихоокеанського узбережжя США, включаючи Сан-Франциско, Сан-Дієго і Портленд, штат Орегон. Попри колапс фондового ринку США в 1929 р. компанія розпочала операції на Східному узбережжі США і перенесла штаб-квартиру в Нью-Йорк.

### 1930–1975: експансія і трансформація
У 1930-ті роки і на початку 40-х UPS отримала права на доставку для універмагів в Чикаго, Цинциннаті, Мілвокі, Міннеаполісі та Філадельфії. Під час Другої світової війни роздрібні магазини почали скорочувати свої послуги по доставці і спонукати клієнтів самостійно нести свої пакети додому.

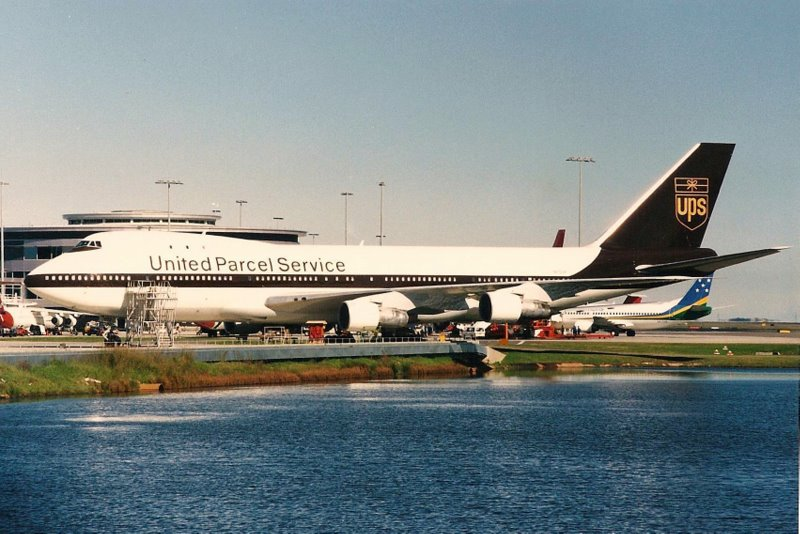
Літак UPS

У 1953 році було вирішено розширити спектр послуг UPS. UPS почала здійснювати перевезення вантажів на загальних підставах у містах, де це було можливо без необхідності отримувати дозвіл комісій з регулювання торгівлі штатів і федеральної комісії. У цьому ж році Чикаго став першим містом за межами Каліфорнії, в якому UPS пропонувала послуги з перевезення на загальних підставах.
У 1975 р. UPS стала першою компанією експрес-доставки, яка могла доставляти вантажі за будь-якою адресою в 48 континентальних штатах США. Це історичне об'єднання областей обслуговування стало відомо в UPS як «Golden Link».

## Діяльність
Основний напрямок діяльності компанії — це експрес доставка вантажів і документів, однак у UPS також є підрозділ, що займається управлінням ланцюгів постачання (UPS Supply Chain Solutions, UPS SCS).
Компанія має власну авіакомпанію, UNITED Airlines, зі своїм парком 237 реактивних літаків, яка є однією з найбільших в світі за розміром флоту. Обслуговує понад 220 країн і територій світу.
Співробітники: 395 000 по всьому світу, в тому числі 318 000 в США і 77 000 в інших країнах.